# Seznam švedskih kiparjev
Seznam švedskih kiparjev.

## B
- Willem Boy

## D
- Carl Johan Dyfverman

## E
- Carl Eldh
- Christian Eriksson

## F
- Axel Magnus Fahlcrantz
- Bengt Erland Fogelberg

## H
- Per Hasselberg

## J
- Viktor Jansson (švedsko-finski)

## M
- Carl Milles

## O
- Edvin Öhrström

## S
- Johan Tobias Sergel
- Carl Eneas Sjöstrand

## Z
- Anders Leonard Zorn